# Dendroceros
Dendroceros é um gênero na família Dendrocerotaceae da ordem Anthocerotales, um grupo de antóceros. O gênero contém cerca de 51 espécies nas regiões tropical e sub-tropical do mundo.

## Descrição doDendroceros
O gametófito tem cor verde amarelado e seu tamanho tem cerca de 2 a 5 mm de largura. Mais ou menos pinado ou bifurcado; presença de costa sem ou com cavidades (subgênero Apoceros); asa unistratosa com margem ondulada e crespa. Apresenta-se em simbiose com Nostoc (tipo de cianobactéria). Células de epiderme com trigônios. Sem oleocorpos.
O esporófito é ereto quando maduro, crescendo de 1 a 5 cm de altura. Linear, sem estômatos na epiderme; com columela; com elatérios longos e estreitos, com uma tira distinta espiralada. Os esporos são verdes, esféricos, grandes (40 – 80 um), multicelulares, alguns ornamentados, alguns viáveis por vários anos, superfície externa papilosa, aderidos em quatro. A germinação se faz dentro da cápsula.

## Habitat
Dendroceros crescem em solos úmidos, afloramentos rochosos, e nos troncos das árvores. Seu nome literalmente significa "chifre de árvore".